# Lee Ku
Lee Ku (japonès: 李玖)  (Grand Prince Hotel Akasaka, 29 de desembre de 1931 - Grand Prince Hotel Akasaka, 16 de juliol de 2005) fou el darrer príncep de la línia principal de la dinastia coreana de Joseon (1392-1910). Va néixer a Tòquio el 1931, i era fill de l'expríncep hereu Youngchin, mort el 1970, i de la princesa Lee Bang-Ja (de nom japonès Masako Nashimotomiya, morta el 1989), i net del darrer emperador Gojong.
Va créixer al Japó i va estudiar a l'escola reial de Gakushin. El 1945 va tornar a Seül i va treballar amb les forces americanes, després va marxar als Estats Units i va estudiar Arquitectura al Massachusetts Institute of Technology (MIT) i un cop graduat va exercir a Nova York. El 1959 es va casar a Júlia Mullock, una americana d'origen alemany 8 anys més gran que ell, i va tornar a Seül el 1963 (ja que fins aleshores el president Syngman Rhee li havia prohibit l'entrada al país) i van viure a Nakseonjae, al Palau Chandeok de Seül. El 1977 es va separar de la seva dona, de la qual no tenia fills, i va tornar al Japó on es va ajuntar amb una dona japonesa. El 1982 es va divorciar. El 1996 va tornar a Seül però els seus negocis allí no van reeixir i va tornar a Tòquio on va viure amb una dona japonesa en un petit apartament fins a la seva mort.
Va morir a Tòquio el 16 de juliol del 2005 d'un atac de cor, als 74 anys.